# سام فوكز
سام فوكز (بالإنجليزية: Sam Vokes)‏ (مواليد 21 أكتوبر 1989 في ساوثهامبتون - إنجلترا) لاعب كرة قدم إنجليزي يلعب حاليا لصالح نادي الدرجة الممتازة وولفرهامبتون واندررز الإنجليزي منذ 2008 في مركز المهاجم .

## روابط خارجية
- سام فوكز على موقع الاتحاد الأوربي (الإنجليزية)
- سام فوكز على موقع قاعدة بيانات كرة القدم.إي يو (الإنجليزية)
- سام فوكز على موقع ناشيونال فوتبول تيمز (الإنجليزية)
- سام فوكز على موقع Soccerbase.com (لاعب) (الإنجليزية)
- سام فوكز على موقع Soccerway.com (الإنجليزية)
- سام فوكز على موقع عالم كرة القدم.نت (الإنجليزية)
- سام فوكز على موقع كووورة
- سام فوكز على موقع AS.com (الإسبانية)